# Rigas Byråd
Rigas Byråd (lettisk: Rīgas Dome) er det der svarer til en kommunalbestyrelse for byen Riga, hovedstaden i Letland, og er beliggende i Rigas rådhus på Rātslaukums (Rådhuspladsen) i hjertet af Riga. Riga byråd består af 60 byrådsmedlemmer, der vælges hvert 4. år, fastsat på grundlag af partiernes fraktioner.
Arbejdet i Riga byråd er organiseret af formanden (i øjeblikket Nils Ušakovs), næstformænd, præsidium, byens administrerende direktør, distrikternes administrerende direktører og ansatte i de kommunale institutioner og virksomheder. Riga byråds præsidium består af formanden for Riga byråd og repræsentanter udpeget af de politiske partier eller partiblokke valgt til byrådet.

## Rådhusbygningen
Lige under Rigas rådhus (ødelagt under 2. verdenskrig, genopbygget i 2003) ligger en smal brostensbelagt gade, der er hjemsted for forskellige souvenir- og blomsterbutikker, et større vandfald på tre etagers højde og resterne af en gammel træstub afdækket under den genopbygningsprocessen. En lille mindeplade angiver, at denne eg tidligere voksede på bredden af Daugava-floden.

## Rigas borgmestre i nyeste tid
| Navn             | Fra              | Til              | Parti |
| Andrejs Inkulis  | 1990             | 1992             | upartisk |
| Andris Teikmanis | 1990             | 1994             | Latvijas Tautas fronte                                                                                        |
| Māris Purgailis  | 1994             | 9. marts 1997    | LNNK |
| Andris Bērziņš   | 9. marts 1997    | 5. maj 2000      | Latvijas Ceļš                                                                                                 |
| Andris Ārgalis   | 10. maj 2000     | 27. marts 2001   | Tēvzemei un Brīvībai/LNNK                                                                                     |
| Gundars Bojārs   | 27. marts 2001   | 29. marts 2005   | Latvijas Sociāldemokrātiskā Strādnieku partija                                                                |
| Aivars Aksenoks  | 29. marts 2005   | 19. februar 2007 | Jaunais laiks                                                                                                 |
| Jānis Birks      | 19. februar 2007 | 1. juli 2009     | Tēvzemei un Brīvībai/LNNK                                                                                     |
| Nils Ušakovs     | 1. juli 2009     | regerende        | Saskaņas Centrs (Tautas Saskaņas partija) (til 24. april 2010) Saskaņas Centrs (Saskaņa) (fra 24. april 2010) |